# Habiru

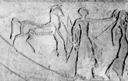
Esta imagem das inscrições que registam a Batalha de Cadexe mostram um ibrw ou arqueiro ao serviço dos egipcios como escudo ou mensageiro. ibr é a palavra egípcia para cavalo w para plural.

Habiru, ou Apiru, foi o nome dado por várias fontes Sumérias, Egípcias, Acádias, Hititas e Ugaríticas (datadas aproximadamente de antes de 2000 a cerca de 1 200 a.C.) a  grupos de pessoas que viveram como invasores nômades  em áreas da região noroeste do Crescente Fértil da Mesopotâmia e do Irã até á fronteira do Egito em Canaã. Dependendo da fonte e época, estes Habirus são descritos como nômades ou semi-nômades, rebeldes, bandidos, salteadores, mercenários e arqueiros, servos, escravos, trabalhadores migrantes.
Os nomes Habiru e Apiru são usados em textos cuneiformes acádios. O nome correspondente na escritura consoante egípcia parece ser pr.u, convencionalmente pronunciado apiru (sendo u o sufixo plural egípcio). Em registros mesopotâmicos, eles também são identificados pelo logograma sumério SA.GAZ, de pronúncia desconhecida. O nome Habiru também foi encontrado nas cartas de Amarna, que também incluem muitos nomes de povos cananeus escritos em acadiano. As Cartas de Amarna escritas para os faraós egípcios no século XIV a.C., documentam o tempo de agitação em Canaã que se remonta antes da batalha de Cadexe no tempo de Tutemés I.

## As fontes
Estudiosos apontam semelhanças a relatos bíblicos de “Hebreus” colocando as pessoas no  âmbito da proibição, tal qual eles se mudaram ao longo da rota dos reis através de Edom e Moabe para o território dos Amonitas, Aram e Amurru, e percebeu-se que os registros pareciam fornecer uma confirmação independente da invasão de Canaã pelos Habirus, lutando sobre Josué, Saul e Davi. Apesar de que os textos foram descobertos em todo o Oriente Médio, no entanto, ficou claro que o Habiru foi encontrado mencionado em contextos que vão desde trabalhadores desempregados agrícolas a arqueiros mercenários. O contexto difere dependendo de onde as referências foram encontradas.
Embora encontrados em quase todo o Crescente Fértil, o arco de civilização "que se estende das bacias do rio Tigre-Eufrates até ao litoral do Mediterrâneo e ao longo do vale do Nilo, durante o segundo milênio, a principal área de interesse histórico é o seu envolvimento com o Egito ".1
Carol Redmount que escreveu Bitter Lives: Israel in and out of Egypt, em The Oxford History of the Biblical World concluiu que o termo "Habiru" não teria nenhuma afiliação étnica comum, que não falam uma língua comum, e que geralmente tinham uma existência marginal e às vezes ilegal nas margens da sociedade. Ela define os vários Apiru/Habiru como uma "classe social mais baixa, mal definida, composta por elementos de mudança e a pessoas sem vínculos seguros para as comunidades assentadas" em que se refere como "foras da lei, mercenários e escravos" nos textos antigos. Nesse sentido, alguns cientistas modernos consideram que os Habirus são mais uma designação social que étnica ou tribal.